# Ротшильд, Лайонел Натан
Барон Лайонел Натан де Ротшильд (англ. Lionel Nathan de Rothschild; 22 ноября 1808, Лондон — 3 июня 1879, Лондон) — британский политический и общественный деятель, банкир
, филантроп и коллекционер. Старший сын Натана Майера Ротшильда. Первый член британской Палаты общин нехристианского вероисповедания; отец первого британского пэра-иудея.

## Биография
Родился в 1808 году в Лондоне. Старший сын основателя лондонской ветви семьи Натана Мейера Ротшильда (1777—1836) и Ханны Коэн (1783—1850), дочери Леви Барента Коэна. Окончил Гёттингенский университет.
После смерти отца, последовавшей в 1836 году, встал во главе лондонской ветви дома Ротшильдов, возглавив N M Rothschild & Sons, и руководил сложнейшими денежными операциями того времени. Оказал английскому правительству особую услугу в 1847 году во время Великого голода в Ирландии, а также во время Крымской войны; он тогда дал взаймы Великобритании 16 млн фунтов стерлингов. В течение 20 лет состоял финансовым агентом России. В 1871 году им была оказана значительная услуга французскому правительству, а также Австро-Венгрии и Египту. В течение почти 45 лет был главою еврейской общины Лондона, председателем и виднейшим деятелем целого ряда еврейских общественных и благотворительных учреждений. В 1843 году вместе с сэром Мозесом Монтефиоре работал в пользу русских и польских евреев, а в 1878 году для Берлинского конгресса им была составлена докладная записка по поводу положения евреев в Румынии. Был одним из наиболее горячих поборников эмансипации евреев в Британии.
В 1847 году был избран в члены палаты общин от Лондона в качестве либерала. Премьер Джон Рассел внёс тогда билль ο допущении евреев к занятию всех тех должностей, к которым допускаются лица и католического вероисповедания. Хотя билль этот прошёл через палату общин, но верхняя палата отвергла его, и Ротшильд не мог заседать в парламенте. Между тем избиратели вторично голосовали за него, и в 1849 году он считался депутатом, но не мог принимать участия в палате ввиду того, что не соглашался принести присягу, в которой имелись слова: «upon the true faith of a christian». Борьба между избирателями и верхней палатой из-за избрания Ротшильда в палату общин продолжалась несколько лет, пока в 1858 году палата не назначила особую согласительную комиссию, которая должна была изменить формулу парламентской присяги. Ротшильд был избран в члены этой комиссии. 28 июля 1858 года, после 11 лет упорной борьбы, Ротшильд вошёл в палату общин, заменив обычную формулу словами «so help me Jehova» и покрыв голову шляпой. Заседал в палате с небольшим перерывом до 1874 года, когда при общем поражении либералов и он был забаллотирован.
Дружил с супругом королевы Виктории и Дизраэли. Был описан последним в идеализированном виде в «Coningsby» (Sidonia). По общему признанию, жертвовал более 1/10 своих громадных доходов на дела благотворительности.

## Семья
Был женат на Шарлотте фон Ротшильд — своей двоюродной сестре (дочери Карла Майера фон Ротшильда — главы неаполитанской ветви семьи). В браке родились:
- Леонора[вд] (1837—1911); муж — барон Альфонс де Ротшильд (1827—1905), её двоюродный дядя[к 3].
- Эвелина[англ.] (1839—1866); муж — барон Фердинанд де Ротшильд[англ.] (1839—1898), её двоюродный брат[к 4].
- Натан (Натаниэль) Майер (1840—1915), 1-й барон Ротшильд; жена — Эмма Луиза де Ротшильд[вд] (1844—1935), его двоюродная сестра[к 5].
- Альфред[англ.] (1842—1918), коллекционер искусства.
- Леопольд[англ.] (1845—1917), банкир; жена — Мари Перуджа.

## Комментарии
1. ↑  Барон Австрийской империи (пожалование 1816 года); в 1838 году получил разрешение (royal license) королевы Виктории на пользование этим титулом в Соединённом королевстве[5]. Британским пэром не был.
2. ↑  Еврейская энциклопедия Брокгауза и Ефрона указывает 1806 год.
3. ↑  Причём дважды: оба её деда — братья его отца. 
Кроме того, по линии своей матери Альфонс дважды приходился Леоноре троюродном братом.
4. ↑  Сын Шарлотты Натан Ротшильд[вд] (1807—1859) — сестры её отца. 
Кроме того, Эвелина и Фердинанд были троюродными братом и сестрой (причём, троекратно).
5. ↑  Причём, дважды: его отец — брат её матери, а её отец — брат его матери.